# Республіка Нова Африка
Республіка Нова Африка (англ. The Republic of New Afrika; абревіатура RNA) — афроамериканська організація послідовників Малкольма Ікса, однією з цілей якої було створення держави з переважаючим афроамериканским населенням на території південних штатів (Луїзіана, Міссісіпі, Алабама, Джорджія і Південна Кароліна), а також в округах штатів Теннессі, Арканзас і Флорида.
Про плани сецесії було вперше оголошено на конференції «тимчасового чорного уряду» в Детройті 31 березня 1968 року, скликаній Співтовариством Малкольма Ікса і Групою прогресивного керівництва. Президентом тимчасового уряду був обраний Роберт Ф. Вільямс (прожив 8 років в еміграції), віце-президентами — вдова Малкольма Ікса Бетті Шабазз і його вірний соратник Мілтон Хенрі.
Крім виділення зі складу США, «чорний уряд» планував домогтися у американського уряду багатомільярдні репарації за збитки, завдані чорним расистським зверненням, включаючи застосування законів Джима Кроу. Серед афроамериканців США передбачалося провести плебісцит щодо надання їм подвійного громадянства США і Новоафриканської республіки.
Активісти Республіки Нова Африка пропагували коллективістську модель економіки на основі самоврядування і взаємодопомоги за зразком африканського соціалізму (соціалізму уджамаа) президента Танзанії Джуліуса Ньєрере, а також створення афроамериканцями загонів самооборони («Чорний легіон»).
«Тимчасовий чорний уряд», прийняв на озброєння гасла інших національно-визвольних рухів і апелюючи до права народів на самовизначення, стривожила ФБР. «Чорний уряд» став предметом поліцейських переслідувань і дії секретної програми COINTELPRO. Завдяки вжитим каральним заходам активність прихильників «чорного уряду» досить скоро була зведена до нуля.

## Лідери
- Роберт Ф. Уільямс, президент у вигнанні (1968—1971)
- Імарі Обаде, Президент (1971—1991)
- Дара Абубакарі, виконувач обов'язків президента (1975—1980)
- Кваме Афох (1994—2000)
- Деметрі Маршалл (2000—2002)
- Укалі Мвендо (2002—2005)
- Альвін Х. Браун